# Evangelisches Krankenhaus Hagen-Haspe

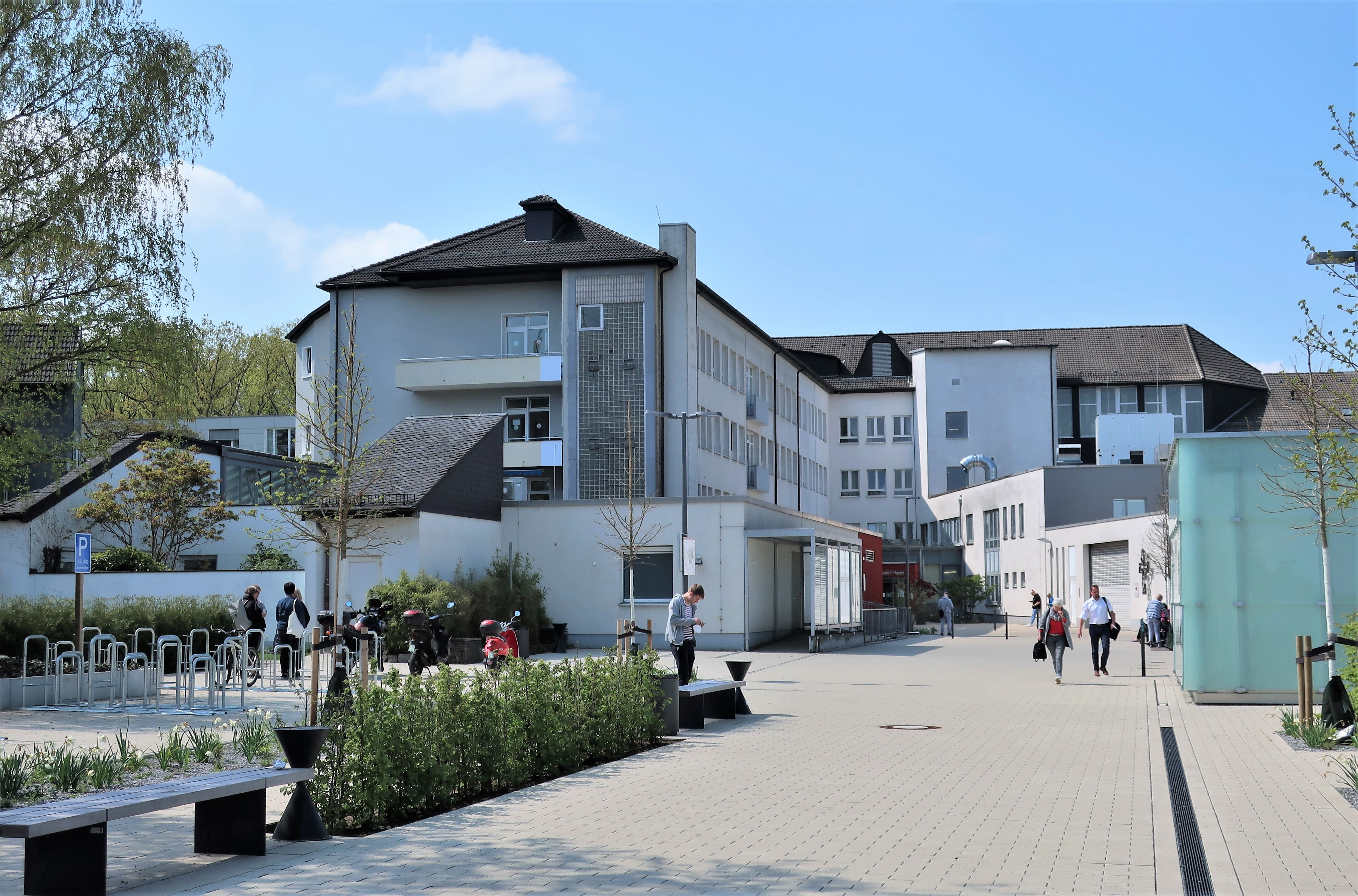
Ev. Krankenhaus in Hagen-Haspe

Das Evangelische Krankenhaus Hagen-Haspe ist ein Krankenhaus mit 314 Betten in freigemeinnütziger Trägerschaft in Hagen-Haspe.

## Geschichte
Das Krankenhaus hat seine Ursprünge in einem 1889 eröffneten Gemeindehaus für Kranke, Altersschwache, Waisenkinder und Säuglinge. Die Klinik hatte 1914 über 160 Betten. Im Jahr 1964 wurde ein Neubau in Betrieb genommen. Der neu errichtete Zentrale Aufnahmebereich (ZAB) wurde am 1. September 2004 in Betrieb genommen. Dadurch verfügt das Krankenhaus über zahlreiche neue Untersuchungsräume.

## Struktur
Das Krankenhaus auf dem Mops ist mit 314 Planbetten im nordrhein-westfälischen Krankenhausplan aufgenommen. Die Trägergesellschaft Evangelisches Krankenhaus Hagen-Haspe gGmbH ist eine Tochtergesellschaft der Evangelischen Stiftung Volmarstein.
Im Jahr 2010 wurden im Evangelischen Krankenhaus 10.470 Patienten stationär und 21.063 ambulant behandelt; es waren 54,4 Arzt-Vollzeitstellen vorhanden. An das Krankenhaus ist ein Seniorenheim, ein ambulanter Pflegedienst (Mops Mobil) und ein Reha-Zentrum angeschlossen. Die Geburtshilfe wurde 2018 eingestellt.
Das Evangelische Krankenhaus bietet medizinische Versorgung in den Bereichen:
- Rheumatologie

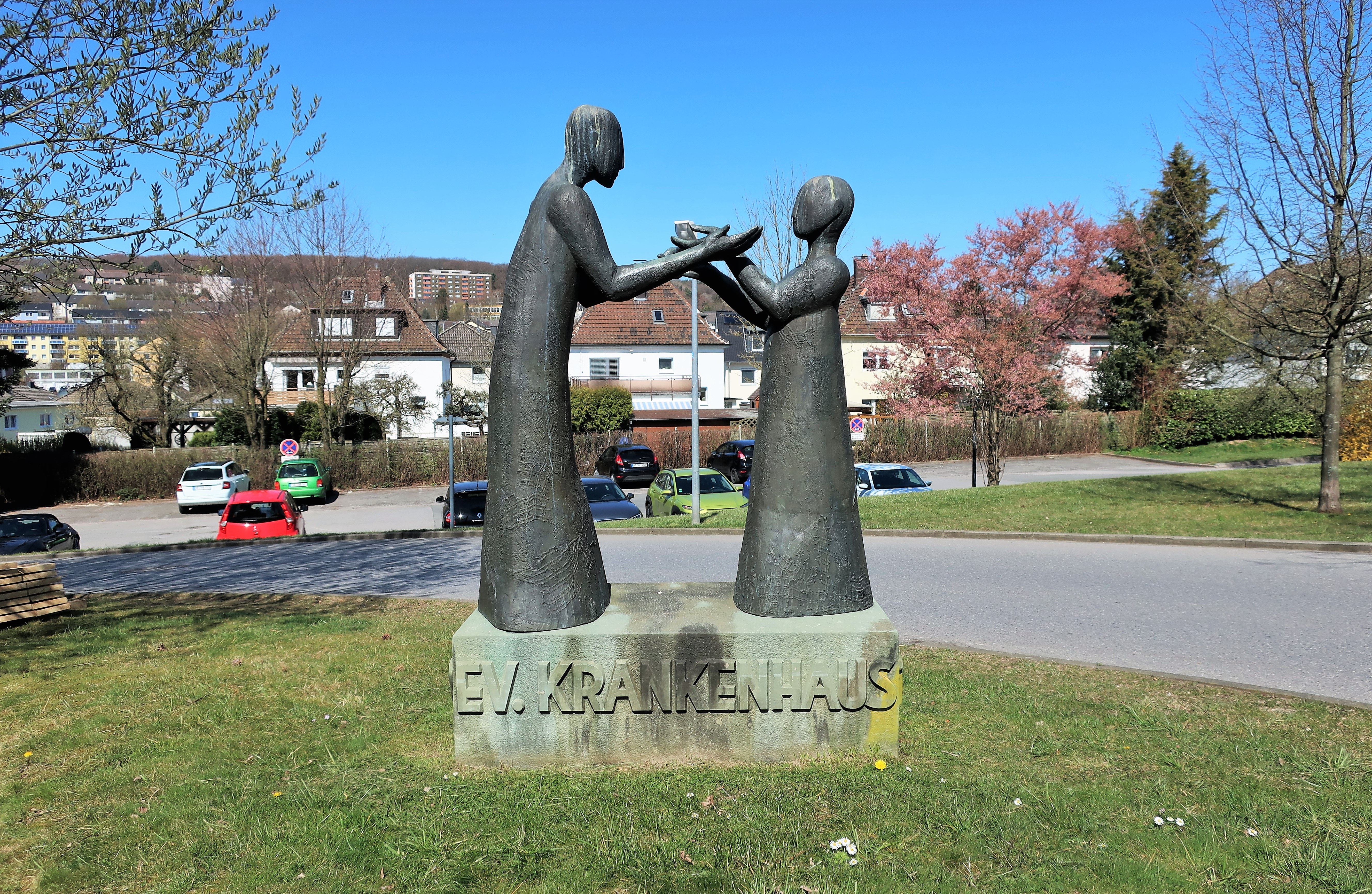
Skulptur am Krankenhaus Haspe

- Orthopädische, Unfall- und Handchirurgie
- Viszeralchirurgie
- Gynäkologie
- Psychosomatik
- Anästhesiologie
- Hals-Nasen-Ohren-Heilkunde